# Sergio Higuita
Sergio Andrés Higuita García (* 1. srpna 1997) je kolumbijský profesionální silniční cyklista jezdící za UCI WorldTeam Red Bull–Bora–Hansgrohe.

## Kariéra

### EF Education First (2019–2021)
V květnu 2019 Higuita předčasně přestoupil do UCI WorldTeamu EF Education First z UCI Continental týmu Fundación Euskadi. Původně měl přestoupit v průběhu léta.
V srpnu 2019 byl jmenován na startovní listině Vuelty a España 2019. V průběhu závodu vyhrál po sólovém útoku 50 km před cílem osmnáctou etapu, své první profesionální vítězství a první etapový triumf na Grand Tours v kariéře. V březnu 2020 Higuita získal třetí místo v celkovém pořadí a vítězství v soutěži mladých jezdců na etapovém závodu Paříž–Nice. V srpnu 2020 byl jmenován na startovní listině Tour de France 2020. Závod sice nedokončil, ale o rok později se Tour zúčastnil znovu a dojel na celkovém 25. místě.

### Bora–Hansgrohe (2022–)
V srpnu 2021 bylo oznámeno, že Higuita podepsal tříletý kontrakt s UCI WorldTeamem Bora–Hansgrohe od sezóny 2022.
V šesté etapě závodu Volta a Catalunya 2022 Higuita zaútočil méně než 70 km po startu spolu s Richardem Carapazem. Společně dojeli do cíle a zatímco Carapaz vyhrál etapu, se Higuita posunul do čela celkového pořadí. Své vedení uhájil i v následující, závěrečné etapě a stal se tak celkovým vítězem závodu s náskokem 16 sekund na druhého Carapaze. Zároveň s tím také vyhrál soutěže vrchařskou a mladých jezdců.

## Hlavní výsledky
2016
Tour de Gironde
9. místo celkově
10. místo Prueba Villafranca de Ordizia
2017
Vuelta a Asturias
 vítěz vrchařské soutěže
2018
9. místo Klasika Primavera
Vuelta a Castilla y León
9. místo celkově
Kolem Číny I
9. místo celkově
 vítěz vrchařské soutěže
2019
Vuelta a España
vítěz 18. etapy
 cena bojovnosti po 18. etapě
Volta a la Comunitat Valenciana
 vítěz soutěže mladých jezdců
Tour of California
2. místo celkově
3. místo Giro dell'Emilia
3. místo GP Miguel Indurain
Tour de Pologne
4. místo celkově
Mistrovství světa
4. místo silniční závod do 23 let
4. místo Klasika Primavera
4. místo Trofeo Serra de Tramuntana
Volta ao Alentejo
5. místo celkově
vítěz 4. etapy
5. místo Tre Valli Varesine
6. místo Trofeo Campos, Porreres, Felanitx, Ses Salines
Vuelta a Andalucía
7. místo celkově
2020
Národní šampionát
 vítěz silničního závodu
Tour Colombia
 celkový vítěz
 vítěz soutěže mladých jezdců
vítěz etap 1 (TTT) a 4
Paříž–Nice
3. místo celkově
 vítěz soutěže mladých jezdců
2021
6. místo Tre Valli Varesine
9. místo Giro della Toscana
10. místo Il Lombardia
2022
Národní šampionát
 vítěz silničního závodu
Volta a Catalunya
 celkový vítěz
 vítěz vrchařské soutěže
 vítěz soutěže mladých jezdců
Tour de Romandie
vítěz 4. etapy
Volta ao Algarve
vítěz 5. etapy
Tour de Suisse
2. místo celkově
 vítěz soutěže mladých jezdců
2. místo Tre Valli Varesine
4. místo Il Lombardia
5. místo Lutych–Bastogne–Lutych
Tour de Pologne
8. místo celkově
vítěz 3. etapy
10. místo Strade Bianche
2023
2. místo GP Miguel Indurain
Vuelta a San Juan
3. místo celkově
Kolem Baskicka
6. místo celkově
vítěz 5. etapy
2024
Národní šampionát
2. místo silniční závod
3. místo Czech Tour
6. místo Vuelta a Murcia

### Výsledky na etapových závodech
| Výsledky na Grand Tours        |      |      |      |      |      |      |
| Grand Tour                     | 2019 | 2020 | 2021 | 2022 | 2023 | 2024 |
| Giro d'Italia                  | —    | —    | —    | —    | —    | —    |
| Tour de France                 | —    | DNF  | 25   | —    | —    |      |
| Vuelta a España                | 14   | —    | —    | 23   | 43   |      |
| Výsledky na etapových závodech |      |      |      |      |      |      |
| Závod                          | 2019 | 2020 | 2021 | 2022 | 2023 | 2024 |
| Paříž–Nice                     | —    | 3    | —    | —    | —    | —    |
| Tirreno–Adriatico              | —    | —    | 35   | —    | —    | —    |
| Volta a Catalunya              | —    | NS   | —    | 1    | —    | 33   |
| Kolem Baskicka                 | —    | NS   | 28   | DNF  | 6    | —    |
| Tour de Romandie               | —    | NS   | —    | 24   | DNF  | 82   |
| Critérium du Dauphiné          | —    | 64   | —    | —    | —    | —    |
| Tour de Suisse                 | —    | NS   | —    | 2    | 43   |      |

### Výsledky na klasikách
| Monument               | 2019 | 2020 | 2021 | 2022 | 2023 | 2024 |
| ---------------------- | ---- | ---- | ---- | ---- | ---- | ---- |
| Milán – San Remo       | —    | —    | 36   | —    | —    | —    |
| Kolem Flander          | —    | —    | —    | —    | —    | —    |
| Paříž–Roubaix          | —    | NS   | —    | —    | —    | —    |
| Lutych–Bastogne–Lutych | —    | —    | 31   | 5    | DNF  |      |
| Giro di Lombardia      | 76   | —    | 10   | 4    | DNF  |      |

| —   | Nezúčastnil se |
| DNF | Nedokončil     |
| NS  | Nejelo se      |